# La ley del corazón
La ley del corazón est une telenovela colombienne diffusée du 28 novembre 2016 au 22 avril 2019 sur RCN Televisión.

## Synopsis
C'est une histoire qui se déroule dans un cabinet d'avocats prospère spécialisé en droit de la famille, dédié aux cas de séparation et, en général, aux conflits familiaux et de couple. Plusieurs fois, les décisions que ces avocats sont amenés à prendre les affectent à l'intérieur et à l'extérieur des bureaux et des cours de justice. Certains d'entre eux sont guidés par la loi, mais d'autres, par le cœur. Ce sont deux voies qui ne sont pas toujours compatibles lorsqu'il s'agit de résoudre des conflits juridiques.

## Distribution
| Acteur/Actrice           | Personnage                    |
| ------------------------ | ----------------------------- |
| Luciano D'Alessandro     | Pablo Domínguez               |
| Laura Londoño            | Julia Escallón Correa         |
| Sebastián Martínez       | Camilo Borrero                |
| Iván López (en)          | Nicolás Ortega                |
| Mabel Moreno             | María del Pilar Garcés        |
| Lina Tejeiro             | Catalina Mejía                |
| Rodrigo Candamil         | Alfredo Duperly               |
| Manuel Sarmiento         | Iván Estéfan                  |
| Marío Ruíz               | Elías Rodríguez               |
| Yesenia Valencia         | Rosa Ferro                    |
| Judy Henríquez           | Carmen Valdenebro             |
| Carlos Benjumea          | Hernando Cabal                |
| Juan Pablo Barragán      | Marcos Tibatá                 |
| Carolina Acevedo         | Jimena Rivera                 |
| Juan Pablo Posada        | Roberto Martínez              |
| Helena Mallarino         | María Cristina Correa         |
| Johan Velandia           | Álvaro Durán                  |
| Luis Fernando Bohórquez  | Miguel                        |
| Esteban Chacón           | Federico Gómez Rivera         |
| Nahanna Rivera           | Natalia Gómez Rivera          |
| Augusto Rodríguez        | Genaro                        |
| Andrea Restrepo          | Paola                         |
| Ludy Lizcano             | Liz                           |
| Kimberly Reyes           | Ana María                     |
| Carolina López           | Patricia Ramírez              |
| Estefanía Borge          | Manuela Cáceres               |
| Mauricio Mejía           | Darío                         |
| Marianela González       | Irene                         |
| Brenda Hanst             | Liliana González              |
| Javier Gnecco            | Jaime Escallón                |
| Luly Bossa               | Luisa Fernanda Barrera "Lula" |
| Carmenza Cossío          | Helena Londoño "Nena"         |
| Florina Lemaitre         | Natalia Santamaria "Tata"     |
| Carlos Hurtado           | Jairo Benítez Gómez           |
| Carolina Cuervo          | Inés como la bruja            |
| Juan Carlos Vargas       | Rendón                        |
| Nicolás Rincón           | Andrés Borrero                |
| Jaime Santos             | Alberto Borrero               |
| Juan David Manrique      | Elías Rodríguez Henao         |
| Santiago Bejarano        | Zamora                        |
| Orlando Lamboglia        | Juan David                    |
| Mónica del Pilar Layton  | Elvia                         |
| María José Martínez (es) | Silvia López                  |
| Sandy Suárez             | Capitana Luján                |
| Marcos Gómez             | Francisco                     |
| Diego Camargo            | Matías                        |
| Kristina Lilley          | María Eugenia Domínguez       |
| Pepe Sánchez             | Samuel Ortega                 |
| Jorge Cárdenas           | Leonardo Tapia                |
| Margalida Castro         | Doña Astrid                   |
| Bibiana Navas            | Yolanda                       |
| Alberto Palacios         | Sr. Ramírez                   |
| Claudia Liliana González | Sra. de Ramírez               |
| Carlos Torres            | Mario Aristizábal             |
| Camila Jiménez           | Lucy                          |
| Alexandra Serrano        | Olga Buitrago                 |
| Adriana Arango           | Virginia de Henao             |
| Orlando Valenzuela       | Julián Henao Triana           |
| Gabriel Ochoa            | Carlos Alonso                 |
| Marcela Vanegas          | Bettina                       |
| José Julián Gaviria      | Manolo Granada                |
| Pedro Calvo              | Ruben Granada                 |
| Jorge Enrique Abello     | Carlos/Don Segundo            |
| Martha Liliana Restrepo  | Afrodita Santoyo              |
| Naren Daryanani          | Rick Santoyo                  |
| Carla Giraldo            | Josefina                      |
| Patricia Castañeda (en)  | Marcela                       |
| Andrés Suárez            | Dr. Ángel                     |
| Paula Castaño            | Nina Grinberg                 |
| Juliana Gómez Callejas   | Tatiana                       |
| Norma Nivia              | Esther                        |
| Estefanía Piñeres        | Agua Santa Mendoza            |
| Eileen Roca              | Adelaida de Ricaurte          |
| Juan Sebastián Calero    | Paul Ricaurte                 |
| Abril Schreiber          | Camila Salamanca              |
| Marcela Gallego          | Belén                         |
| Amparo Grisales          | Iris Mendoza                  |
| Andrea Gómez             | Eloisa Jiménez                |

## Versions
- Por amar sin ley (Televisa, 2018)

### Sources
- (es) Cet article est partiellement ou en totalité issu de l’article de Wikipédia en espagnol intitulé « La ley del corazón » (voir la liste des auteurs).